# Strigătul tăcerii
Strigătul tăcerii (în rusă Крик тишины) este un film rusesc dramatic de război regizat de Vladimir Potapov. Scenariul se bazează pe povestea lui Tamara Zinberg „A șaptea simfonie” după care a mai fost regizat filmul Dimineața de iarnă (în rusă Зимнее утро) în 1966 în regia lui Nikolai Lebedev.
Filmul Strigătul tăcerii a avut premiera la 27 ianuarie 2019. Este ultimul rol de film al lui Vladimir Menșov.
Rolurile principale au fost jucate de actorii Alina Sarghina, Liova Ghirșov, Artiom Bîstrov, cu Svetlana Smirnova-Marținkevici, Vladimir Menșov, Nadejda Markina, Liudmila Egorova și Natalia Fisson în roluri secundare.

## Prezentare
Acțiunea filmului are loc în Leningradul asediat în februarie 1942.